# Cantone di Vertus
Il Cantone di Vertus era una divisione amministrativa dell'arrondissement di Châlons-en-Champagne.
È stato soppresso a seguito della riforma complessiva dei cantoni del 2014, che è entrata in vigore con le elezioni dipartimentali del 2015.
Comprendeva i comuni di:
- Bergères-lès-Vertus
- Chaintrix-Bierges
- Clamanges
- Écury-le-Repos
- Étréchy
- Germinon
- Givry-lès-Loisy
- Loisy-en-Brie
- Pierre-Morains
- Pocancy
- Rouffy
- Saint-Mard-lès-Rouffy
- Soulières
- Trécon
- Val-des-Marais
- Vélye
- Vert-Toulon
- Vertus
- Villeneuve-Renneville-Chevigny
- Villeseneux
- Voipreux
- Vouzy